# Peso ligero (MMA)

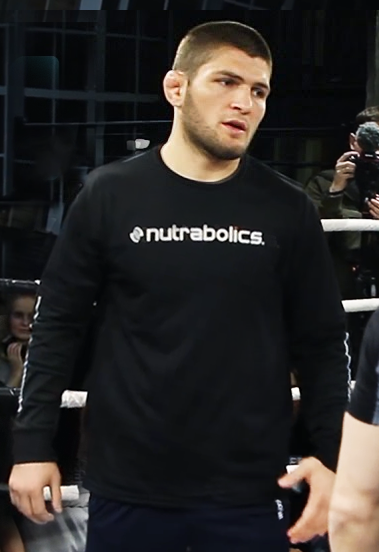
Khabib Nurmagomedov, peleador peso ligero y ex campeón invicto de UFC.

La división de peso ligero en artes marciales mixtas contiene diferentes categorías de peso:
- La división de peso ligero de UFC, la cual agrupa a los competidores entre 146 a 155 lbs (66 a 70 kg)
- La división de peso ligero de Shooto, la cual agrupa a los competidores hasta 145 lbs (65.8 kg)
- La división de peso ligero de ONE Championship, cuyo límite superior es de 77,1 kg (170 lb)
- La división de peso ligero de Road FC, con un límite superior de 154 lbs (70 kg)

## Ambigüedad y aclaración
En aras de la uniformidad, la mayoría de medios especializados estadounidenses consideran como pesos ligeros a los competidores entre 146 y 155 lbs (66 y 70 kg). Esto engloba a la división de peso wélter de Shooto (154 lbs / 70 kg).
El límite de peso ligero, definido por la Comisión Atlética del Estado de Nevada y la Asociación de Comisiones de Boxeo es de 155 lbs (70 kg).

## Campeones profesionales

### Campeones actuales
Última actualización el 25 de julio de 2025.
| Organización             | Comienzo del reinado     | Campeón                  | Récord   | Defensas |
| ------------------------ | ------------------------ | ------------------------ | -------- | -------- |
| UFC                      | 28 de junio de 2025      | Ilia Topuria             | 17–0     | 0        |
| Bellator MMA             | 18 de noviembre de 2022  | Usman Nurmagomedov       | 19–0 (1) | 3        |
| ONE Championship         | 24 de septiembre de 2021 | Christian Lee            | 17–4     | 0        |
| ACA                      | 19 de septiembre de 2020 | Abdul-Aziz Abdulvakhabov | 18–2     | 0        |
| Cage Warriors            | 25 de junio de 2021      | Joe McColgan             | 8–3–1    | 0        |
| KSW                      | 3 de junio de 2023       | Salahdine Parnasse       | 21–2     | 3        |
| Fight Nights Global      |                          | Vacante                  |          |          |
| Road FC                  | 18 de mayo de 2019       | Mansour Barnaoui         | 19–4     | 0        |
| Titan FC                 |                          | Vacante                  |          |          |
| Legacy Fighting Alliance |                          | Vacante                  |          |          |

## Mayor cantidad de victorias en peleas titulares de peso ligero
Nota: esta lista incluye victorias en peleas por títulos de peso ligero de promociones mayores (UFC, Strikeforce, WEC, Bellator)
Nota: esta lista incluye campeones indiscutidos y campeones interinos
     Reinado titular activo
|    | Nombre              | Promoción        | Victorias en peleas titulares |
| -- | ------------------- | ---------------- | ----------------------------- |
| 1. | Gilbert Melendez    | WEC, Strikeforce | 10 (1 WEC, 9 Strikeforce)     |
| 2. | Benson Henderson    | WEC, UFC         | 7 (3 WEC, 4 UFC)              |
| 3. | Michael Chandler    | Bellator         | 5                             |
| 4. | B.J. Penn           | UFC              | 4                             |
| 4. | Khabib Nurmagomedov | UFC              | 4                             |
| 4. | Eddie Alvarez       | Bellator, UFC    | 4 (3 Bellator, 1 UFC)         |
| 5. | Jens Pulver         | UFC              | 3                             |
| 5. | Gabe Ruediger       | WEC              | 3                             |
| 5. | Hermes Franca       | WEC              | 3                             |
| 5. | Jamie Varner        | WEC              | 3                             |
| 5. | Frankie Edgar       | UFC              | 3 (+1)                        |
| 5. | Anthony Pettis      | WEC, UFC         | 3 (1 WEC, 2 UFC)              |
| 6. | Sean Sherk          | UFC              | 2                             |
| 6. | Rob McCullough      | WEC              | 2                             |
| 6. | Rafael dos Anjos    | UFC              | 2                             |
| 6. | Charles Oliveira    | UFC              | 2                             |

## Mayor cantidad de defensas titulares de peso ligero
|    | Nombre              | Promoción   | Defensas titulares consecutivas |
| -- | ------------------- | ----------- | ------------------------------- |
| 1. | Gilbert Melendez    | Strikeforce | 4                               |
| 2. | B.J. Penn           | UFC         | 3                               |
| 3. | Khabib Nurmagomedov | UFC         | 3                               |